# A magyar labdarúgó-bajnokság aranyérmes játékosainak listája: N, Ny
Az alábbi lista a magyar labdarúgó-bajnokság bajnokcsapatainak játékosait sorolja fel, N és Ny kezdőbetűvel, bajnoki cím száma, egyesületek és idények szerint.

## N
| Játékos            | Bajnoki cím | Csapat(ok)                      | Idény(ek)                                                                        |
| ------------------ | ----------- | ------------------------------- | -------------------------------------------------------------------------------- |
| Nádler Henrik      | 7           | MTK, Hungária                   | 1919–20, 1920–21, 1921–22, 1922–23, 1923–24, 1924–25, 1928–29                    |
| Nagy András        | 2           | Ferencváros                     | 1939–40, 1940–41                                                                 |
| Nagy Antal         | 4           | Bp. Honvéd                      | 1979–80, 1983–84, 1984–85, 1985–86                                               |
| Nagy Csaba         | 1           | Zalaegerszeg                    | 2001–02                                                                          |
| Nagy Dániel        | 1           | Videoton                        | 2010–11                                                                          |
| Nagy Ferenc        | 2           | MTK                             | 1904, 1907–08                                                                    |
| Nagy Ferenc        | 2           | Újpest                          | 1945-tavasz, 1945–46                                                             |
| Nagy István        | 1           | Csepel                          | 1947–48                                                                          |
| Nagy János         | 1           | Hungária                        | 1928–29                                                                          |
| Nagy Jenő          | 1           | WMFC Csepel                     | 1942–43                                                                          |
| Nagy József        | 4           | MTK                             | 1918–19, 1919–20, 1920–21, 1921-22                                               |
| Nagy József        | 1           | Újpest                          | 1946–47                                                                          |
| Nagy Károly        | 1           | Újpesti Dózsa                   | 1959–60                                                                          |
| Nagy Károly        | 1           | Vasas SC                        | 1960–61                                                                          |
| Nagy Lajos         | 1           | Zalaegerszeg                    | 2001–02                                                                          |
| Nagy László        | 9           | Újpesti Dózsa                   | 1969, 1970-tavasz, 1970–71, 1971–72, 1972–73, 1973–74, 1974–75, 1977–78, 1978–79 |
| Nagy Norbert       | 2           | Ferencváros                     | 1995–96, 2000–01                                                                 |
| Nagy Sándor        | 2           | Bp. Honvéd                      | 1988–89, 1990–91                                                                 |
| Nagy Tamás         | 1           | Dunaújváros                     | 1999–00                                                                          |
| Nagy Tibor         | 1           | Vác                             | 1993–94                                                                          |
| Nagy Zoltán        | 2           | Debreceni VSC                   | 2009–10, 2011–12                                                                 |
| Nagy Zsolt         | 3           | Ferencváros                     | 1991–92, 1994–95, 1995–96                                                        |
| Nagymarosi Mihály  | 2           | Újpest                          | 1945–46, 1946–47                                                                 |
| Nárai Károly       | 1           | MTK                             | 1904                                                                             |
| Eugene Neagoe      | 1           | Ferencváros                     | 1994–95                                                                          |
| Adrian Negrau      | 1           | Kispest-Honvéd                  | 1992–93                                                                          |
| Négyesi Frigyes    | 1           | Csepel                          | 1947–48                                                                          |
| Nell Lajos         | 1           | Vasas SC                        | 1965                                                                             |
| Németh Ernő        | 1           | Hungária                        | 1928–29                                                                          |
| Németh Ferenc      | 1           | Csepel                          | 1958–59                                                                          |
| Németh Gábor       | 1           | Ferencváros                     | 2000–01                                                                          |
| Németh Lajos       | 1           | Ferencváros                     | 1962–63                                                                          |
| Némethy László     | 1           | MTK                             | 2002–03                                                                          |
| Igor Nicsenko      | 2           | 1 – Ferencváros 1 – Dunaújváros | 1995–96 1999–00                                                                  |
| Nemanja Nikolić    | 1           | Videoton                        | 2010–11                                                                          |
| Stevo Nikolić      | 1           | Debreceni VSC                   | 2011–12                                                                          |
| Nikolov Balázs     | 3           | Debreceni VSC                   | 2004–05, 2005–06, 2011–12                                                        |
| Nikolsburger Rezső | 1           | Ferencváros                     | 1925–26                                                                          |
| Nógrádi Árpád      | 1           | Ferencváros                     | 2003–04                                                                          |
| Noskó Ernő         | 7           | Újpesti Dózsa                   | 1969, 1970-tavasz, 1970–71, 1971–72, 1972–73, 1973–74, 1974–75                   |
| Novák Dezső        | 4           | Ferencváros                     | 1962–63, 1964, 1967, 1968                                                        |
| Nenad Novaković    | 1           | Debreceni VSC                   | 2011–12                                                                          |
| Novotny Géza       | 1           | Ferencváros                     | 1903                                                                             |

## Ny
| Játékos       | Bajnoki cím | Csapat(ok)              | Idény(ek)                                                                       |
| ------------- | ----------- | ----------------------- | ------------------------------------------------------------------------------- |
| Nyers István  | 2           | Újpest                  | 1945-tavasz, 1945–46                                                            |
| Nyikos József | 1           | Vác                     | 1993–94                                                                         |
| Nyilas Elek   | 2           | 1 – Vác 1 – Ferencváros | 1993–94 1995–96                                                                 |
| Nyilasi Tibor | 2           | Ferencváros             | 1975–76, 1980–81                                                                |
| Nyúl Ferenc   | 9           | MTK                     | 1913–14, 1916–17, 1917–18, 1918–19, 1919–20, 1921-22, 1922–23, 1923–24, 1924–25 |
| Nyúl Vilmos   | 5           | MTK                     | 1918–19, 1920–21, 1922–23, 1923–24, 1924–25                                     |